# Ford Prefect (personnage)
Pour les articles homonymes, voir Ford Prefect.
Ford Prefect (Ford Escort dans la précédente traduction française) est un personnage de la saga Le Guide du voyageur galactique, de Douglas Adams.

## Présentation
Peu avant la destruction de la Terre par les Vogons, il sauve la vie de son ami Arthur Dent (Arthur Accroc dans la traduction française originale) et lui révèle qu'il n'est pas originaire de Guildford mais de Bételgeuse. Après quelques péripéties, ils se retrouvent à bord du vaisseau Cœur en Or, volé peu de temps auparavant par Zaphod Beeblebrox, éphémère président de la galaxie et son assistante Trillian.

## Biographie
[style à revoir]
Ford Prefect est né près de Bételgeuse (sous
Le surnom de Ix). Il reçut sa première serviette à 7 ans. Il fut ensuite engagé par le guide du voyageur galactique sur un atoll d'une planète paradisiaque. Il fut ensuite envoyé comme enquêteur sur Terre, où il crut que la voiture était la race supérieure, il prit donc le nom de Ford Prefect, comme le modèle de voiture.
Ford dut ainsi rester sur terre pendant quinze ans. Il y rencontra un de ses meilleurs amis : Arthur Dent. Après avoir été pris en auto-stop par des Vogons, et par le vaisseau Cœur-en-Or de son cousin Beeblebrox, il se sépara de Arthur. Il le retrouvera sur la version numéro 2 de la terre, où il débarqua d'un vaisseau spatial et s'incrusta dans la nouvelle vie de Arthur Dent. Il lui racontera ses aventures en attachant une chaise à une table basse, tout en envoyant des glaçons dessus (inutile de chercher à comprendre Ford). Puis - après avoir volé un vaisseau spatial avec un chariot de supermarché rempli de cacahuètes et de bière, d'une cassette des « six mercenaires »), de walk-mans en promo et (évidemment) de sa serviette - il s'introduira (comme d'habitude) dans les bureaux du Guide du voyageur galactique, où il verra que le guide a été racheté par les Vogons, qu'il a été engagé dans la critique gastronomique du guide et où il perdra sa paire de chaussures préférée.
Ford collectionne les serviettes (qu'il garde « naturelles »), sa couleur préférée est le vert (couleur des vaisseaux de Bételgeuse) et il est fan d'Elvis Presley.

## Homonymie
La Ford Prefect était une voiture très connue en Angleterre pendant les années 1970. Le personnage a choisi ce nom en espérant pouvoir ainsi passer inaperçu. La traduction française suit la même logique en le nommant Ford Escort dans les premières éditions. Les éditions plus récentes (éditées à l'occasion de la sortie du  film) réintègrent le nom original du personnage.